# Голубицька пуща
Голубицька пуща — лісовий масив та гідрологічний заказник державного значення в Докшицькому та Глибоцькому районах Вітебської області. Площа 20 тис. га.
Являє собою мозаїчне поєднання лісо-болотних, лугових, драговинних і лісових масивів, а також великих природних водойм, що знаходяться в Водозбірному басейні верхів'їв річки Березіна.

## Рослинність
Лісами вкрито 70% теренів, 18% займають драговини. Ядром заказника є масиви сфагнових і перехідних драговин, які розташовані в його північній частині. Ліси в основному представлені сосняками, меншою мірою ялинниками, березняком. Дуже рідко зустрічаються фрагменти широколистяних лісів.

## Ґідроґрафія
Відноситься до верхів'їв річки Березіна, яка є основною водною артерією заказника. Довжина річки в межах ТВП становить 40 кілометрів. Русло її дуже звивисте і часто розгалужене, багате на протоки та невеликі острови, які затоплюються під час повені. Річка Березіна на теренах заказника протікає через озера Медазол. Друге велике озеро Межужол розміщене серед сфагнових драговин і пов'язано з Березиною меліоративними каналами і річкою Чорниця. Вода цього озера характеризується низькою мінералізацією. Озеро заростає слабко. У результаті проведення осушувальної меліорації і торфорозробок в західній і частково в південно-східній частинах заказника гідрологічні умови терен значно трансформувалися.
Рідкісних і зникаючі види занесені до Червоної книги. Вони представлені 9 видами рослин і 1 видом грибів.

## Тваринний світ
На теренах лісового масиву зустрічається 140 видів птахів, два з яких - орлан-білохвіст (1 пара) та деркач (10 ссавців) - перебувають під глобальною загрозою зникнення, а 24 занесені в Червону книгу Білорусі. ТВП Голубицька пуща має особливе значення для збереження таких видів: чорний лелека, скопа, орел-маркута.

## Господарська діяльність
З господарської діяльності переважає лісорозробка. Торф'яні родовища на теренах Голубицької пущі є однією з основних в районі баз видобутку промислової сировини. Місцеві жителі на теренах заказника збирають ягоди та гриби, займаються полюванням і риболовлею.

## Відомості для подорожуючих
Голубицька пуща - батьківщина Йосипа Дроздовича.